# Jerry Flannery
Pour les articles homonymes, voir Flannery.
Pas d'image ? Cliquez ici

a Compétitions nationales et continentales officielles uniquement.

b Matchs officiels uniquement.
Dernière mise à jour le 21 mars 2012.
Jerry Flannery, né le 17 octobre 1978 à Galway en Irlande, est un joueur de rugby à XV, qui a joué avec l'équipe d'Irlande de 2005 à 2012, évoluant au poste de talonneur.

## Carrière
Il obtient sa première cape internationale le 26 novembre 2005, contre l'équipe de Roumanie. En 2003, il s'engage avec la province du Munster, qui joue la Coupe d'Europe et en Celtic league. Le 21 mars 2012, il annonce l'arrêt de sa carrière professionnelle, à la suite notamment de blessures à répétition.

## Retraite
Après des études à l'Université de Limerick, il a intégré le staff du club de football anglais d'Arsenal (Premier League) en tant que préparateur physique en juillet 2013.
En 2014, il quitte Arsenal pour rejoindre le staff du Munster en tant qu'entraîneur adjoint chargé de la mêlée auprès du nouvel entraîneur en chef Anthony Foley. Il devient ensuite l'entraîneur des avants du club.
En 2020, il devient entraîneur de la touche des Harlequins. À la suite du départ de l'entraîneur en chef Paul Gustard, il devient également responsable de la défense à partir de février 2021. Il dirige l'équipe avec Nick Evans et Adam Jones jusqu'au titre de Champion d'Angleterre 2021.
En 2024, il quitte le club anglais pour rejoindre l'encadrement de l'équipe d'Afrique du Sud de rugby à XV dirigé par Rassie Erasmus.

## Palmarès

### En tant que joueur
- Vainqueur de la Coupe d'Europe en 2006 et 2008
- Vainqueur de la Celtic League en 2009.
- Vainqueur du Tournoi des Six Nations en 2009 (Grand chelem)

### En tant qu'entraîneur
- Champion d'Angleterre en 2021 avec les Harlequins

## Statistiques en équipe nationale
- 41 sélections
- 15 points (3 essais)
- sélections par année : 1 en 2005, 8 en 2006, 12 en 2007, 5 en 2008, 8 en 2009, 2 en 2010
- Tournoi des Six Nations disputés : 2006, 2007, 2008, 2009, 2010